# グリーグ・フレイザー
グリーグ・フレイザー（Greig Fraser, A.S.C., A.C.S.、1975年10月3日 - ）は、オーストラリアの撮影監督。グレイグ・フレイザー、グレッグ・フレイザーとも表記される。

## 来歴
メルボルン出身。短編映画の撮影を多く手がけた後、2005年に長編映画の撮影を初めて手がける。2012年、『ゼロ・ダーク・サーティ』の撮影を担当し、第78回ニューヨーク映画批評家協会賞撮影賞を受賞するなど高い評価を受ける。その後、2016年の『LION/ライオン 〜25年目のただいま〜』でアカデミー撮影賞にノミネートされ、『DUNE/デューン 砂の惑星』で初受賞を果たした。

## 主な作品

### 映画
- それぞれのシネマ 「レディ・バグ」 Chacun son cinéma ou Ce petit coup au coeur quand la lumière s'éteint et que le film commence: The Lady Bug (2007)
- 8 -Eight- 「ウォーター・ダイアリー」8: The Water Diary (2008)
- ブライト・スター いちばん美しい恋の詩 Bright Star (2009)
- ラスト・ライド〜最後の旅立ち〜 Last Ride (2009)
- モールス Let Me In (2010)
- スノーホワイト Snow White and the Huntsman (2012)
- ジャッキー・コーガン  Killing Them Softly (2012)
- ゼロ・ダーク・サーティ Zero Dark Thirty (2012)
- フォックスキャッチャー Foxcatcher (2014)
- ザ・ギャンブラー/熱い賭け The Gambler (2014)
- LION/ライオン 〜25年目のただいま〜 Lion (2016)
- ローグ・ワン/スター・ウォーズ・ストーリー Rogue One (2016)
- マグダラのマリア Mary Magdalene (2018)
- バイス Vice (2018)
- DUNE/デューン 砂の惑星 Dune (2021)
- THE BATMAN-ザ・バットマン- The Batman (2022)
- デューン 砂の惑星PART2 Dune: Part Two (2023)
- ザ・クリエイター/創造者 The Creator (2023年)

### テレビシリーズ
- マンダロリアン The Mandalorian (2019)

## その他
『モールス』の監督マット・リーヴスは『ブライト・スター いちばん美しい恋の詩』を観た際、同作でのフレイザーの自然光による撮影に感銘を受け、彼を撮影監督に採用した。